# اتفاقية الحدود البحرية للاتحاد السوفيتي والولايات المتحدة الأمريكية
تتبع الحدود البحرية بين روسيا والولايات المتحدة بحكم الواقع اتفاقية الحدود البحرية للولايات المتحدة واتحاد الجمهوريات الاشتراكية السوفيتية والتي كانت بتاريخ 1 يونيو 1990 (منذ أن أعلنت روسيا نفسها خلفًا للاتحاد السوفيتي)، ولكن لم تتم الموافقة عليها من قبل البرلمان الروسي. لقد أعطى مجلس الشيوخ في الولايات المتحدة مشورته والموافقة على التصديق في وقت مبكر في 16 سبتمبر 1991، وليس لديه نية لإعادة فتح القضية. وبدورها، فإن اتفاقية الولايات المتحدة والاتحاد السوفيتي هي تأكيد لاتفاقية الولايات المتحدة وروسيا السابقة بتاريخ 18 مارس (بالتقويم الميلادي القديم) الذي وافق 30 مارس (بالتقويم الميلادي الحديث) عام 1867. تُعرف هذه الحدود البحرية أيضًا باسم خط بيكر شيفردنادزه أو اتفاقية بيكر شيفردنادزه، على أسماء المسؤولين الذين وقعوا على الاتفاق وهم: وزير الخارجية السوفيتي إدوارد شيفردنادزه ووزير الخارجية الأمريكي جيمس بيكر.
من النقطة، 65° 30 'شمالًا، و168° 58' 37 غربًا، تمتد الحدود البحرية شمالًا على طول خط الطول 168° 58 '37" غربًا عبر مضيق بيرنغ وبحر تشوكشي إلى المحيط المتجمد الشمالي بقدر ما يسمح به القانون الدولي. ومن نفس النقطة جنوبًا، تتبع الحدود خطًا تحدده المواقع البحرية الحصرية الواردة في الاتفاقية.

## الخلاف
نشأت الحاجة إلى الحدود البحرية بعد أن اشترت الولايات المتحدة ألاسكا من الإمبراطورية الروسية. في ذلك الوقت، كانت المصالح البحرية الوطنية مقتصرة على حد ثلاثة أميال فقط. لم تذكر معاهدة الشراء حدًا عبر بحر بيرنغ؛ مع ذلك، ومع إدخال حد 200 ميل بموجب قانون البحار، أصبحت قضية الحدود ملحة، حيث لم يتمكن أيًا من الجانبين من إنتاج الخرائط المستخدمة أثناء مفاوضات الشراء الأصلية. وعلاوةً على ذلك، اتفق الجانبان على أن الهدف من الحدود هي أن تكون خطًا مستقيمًا على الخريطة، لكنهما لم يتفقا على أي إسقاط للخريطة تم استخدامه: إسقاط مركاتور أو إسقاط تشكيلي. لقد أدى ذلك إلى حوالي 15,000 ميل بحري من المنطقة المتنازع عليها. قسّم خط 1990 الفارق بين الخطين وأدخل عدة «مناطق خاصة» تجاوزت منطقة الـ200 ميل، ولكن تنازل فيها الطرفان عن حقوقهما للخصم. تم الاتفاق على أن الجزء الأكبر من المنطقة المتنازع عليها في بحر بيرنغ ينتمي إلى الولايات المتحدة. صدق الكونغرس الأمريكي بسرعة على الاتفاقية، لكن الاتحاد السوفيتي فشل في التصديق عليها قبل انهياره في عام 1991. انتقد كثيرون في روسيا ميخائيل غورباتشوف وإدوارد شيفردنادزه بسبب التسرع في الصفقة، والتخلي عن حقوق الصيد الروسية وغيرها من الفوائد البحرية، والإصرار على إعادة التفاوض. تُواصل الولايات المتحدة جهودها لفرض خط الحدود ضد سفن الصيد الروسية الزاحفة، من أجل بناء أدلة على «الممارسة العامة للدولة» بأن اتفاقية 1990 هي بالفعل الحدود البحرية بين البلدين.